# Сегундо, Хулио
Хулио Мануэль Сегундо Риос (исп. Julio Manuel Segundo Ríos; 26 сентября 1993, Ла-Чоррера, Панама) — панамский футболист, центральный защитник.

## Клубная карьера
Сегундо — выпускник футбольной школы клуба «Сан-Франсиско». В 2009 году он был включён в заявку команды на участие в чемпионате Панамы. 17 января 2010 года в матче против «Арабе Унидо» Хулио дебютировал за «Сан-Франсиско». В том же году Сегундо ездил на десятидневный просмотр в английский «Манчестер Сити». В 2011 году он перешёл в перуанский «Спорт Бойз», но за клуб так и не сыграл в официальных матчах. В начале 2012 года Хулио перешёл в латышский «Сконто». 25 марта в матче против «Юрмалы» он дебютировал в чемпионате Латвии. 30 июня в поединке против МЕТТА/Латвийский университет Сегундо забил свой первый гол за «Сконто». В составе новой команды он стал обладателем Кубка Латвии и завоевал серебряные медали чемпионата.
Летом 2013 года Сегундо перешёл в греческий клуб «Верия», подписав контракт на три года. 17 августа в матче против «Платаниаса» он дебютировал в греческой Суперлиге.
В начале 2014 года Хулио вернулся на родину, на правах аренды став игроком «Индепендьенте» из своего родного города. 1 февраля в матче против «Рио Абахо» он дебютировал за новую команду. Летом на правах аренды Сегундо вернулся в «Сан-Франсиско». Летом 2015 года «Верия» расторгла контракт с Хулио и он стал свободным агентом.

## Международная карьера
В 2011 году в составе молодёжной сборной Панамы Сегундо принял участие в молодёжном чемпионате КОНКАКАФ в Гватемале. На турнире он был запасным и на поле не вышел.
В 2013 году в составе Хулио во второй раз принял участие в молодёжном чемпионате КОНКАКАФ. На турнире он сыграл в матче против команды Сальвадора, Пуэрто-Рико и Ямайки.

## Достижения
Командные
 «Сконто»
- Обладатель Кубка Латвии — 2011/2012